# Moteur Standard SC
Le moteur Standard SC est un moteur à quatre cylindres en ligne à soupapes en tête en fonte, conçu par le constructeur automobile britannique Standard. Durant sa période de production, sa cylindrée  augmente, passant selon les versions d’un peu plus de 800 cm3 à près de 1 500 cm3. Conçu en 1953 pour la Standard Eight, il sera utilisé dans une large gamme de véhicules conçus par Standard, Triumph et MG.

## Origines
En 1948, le groupe Standard-Triumph, constitué par le rachat en 1945 de la Triumph Motor Company par Standard, décide d’adopter une politique de modèle unique autour de la Standard Vanguard. Son président, John Black, souhaitant ajouter un nouveau modèle de niveau inférieur dans la gamme de la société, le travail commence en 1950/1951 sur des projets de nouvelle voiture et de nouveau moteur, tous deux nommés « SC », pour Small Car (« petite voiture »). Le nouveau véhicule est destiné à faire concurrence aux Ford Anglia, Austin A30 et Morris Minor récemment apparues sur le marché. S’il a d’abord été envisagé d'utiliser le moteur de la Vanguard, celui-ci est jugé trop coûteux pour le segment visé, conduisant au choix de développer un nouveau bloc. Celui-ci doit réutiliser l’outillage déjà en place pour produire le moteur de la Triumph Mayflower, ce qui impose que les centres d’alésage des cylindres soient positionnés de façon identique.
Le fait que la première version du Standard SC partage les mêmes alésage, course et cylindrée que le moteur BMC Série-A a pu conduire à se demander si les ingénieurs de Standard avaient copié ceux d'Austin. De nombreuses différences entre ces moteurs, y compris la quantité et le positionnement des lumières d'admission et d'échappement, ainsi que la capacité du SC à voir sa cylindrée portée à 1,5 l, rendent cette hypothèse peu plausible.

## Utilisations et évolutions

### 800

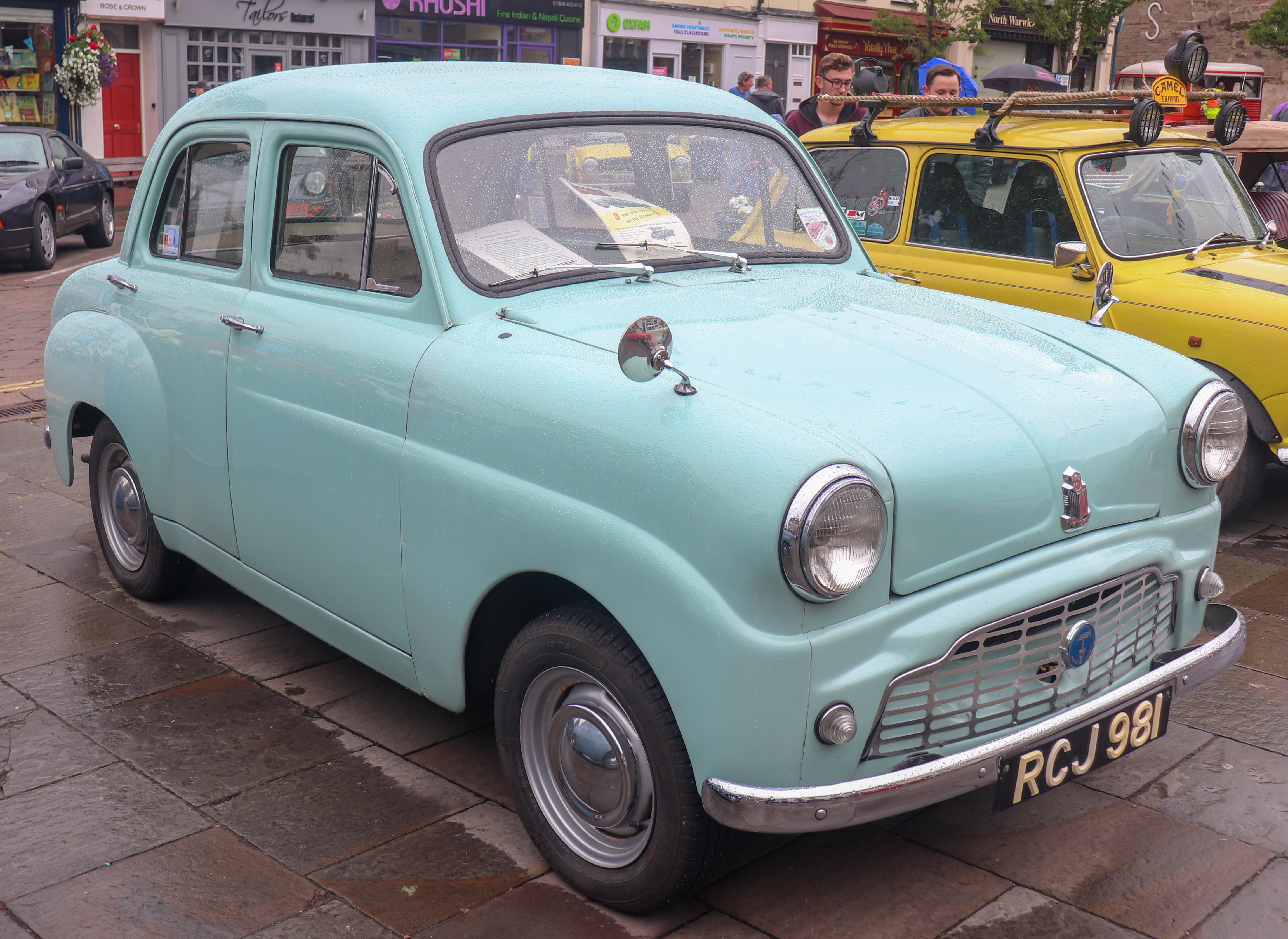
La Standard Eight, première voiture équipée du Standard SC.

Le nouveau moteur est monté pour la première fois dans la Standard Eight en 1953. D’une cylindrée de 803 cm3, il permet d'atteindre 26 hp (19,4 kW) à 4 500 tr/min. En 1957, la puissance disponible est portée à 30 hp (22,4 kW) à 5 000 tr/min.

### 950
En 1954 est mise sur le marché la Standard Ten, version plus haut de gamme de la Standard Eight, qui en conserve le châssis et la transmission. Elle est équipée du même bloc SC, dont la cylindrée portée à 948 cm3 lui permet d’atteindre 33 hp (24,6 kW). Le même moteur se retrouve installé en octobre 1957 dans la Standard Pennant, une Ten modernisée munie d’ailerons arrière, dans laquelle il fournit  37 hp (27,6 kW).
Le premier moteur proposé sur la Triumph Herald est également le SC 948, dans une version donnée pour 34,5 hp (25,7 kW).

### 1150
Le rachat de Standard-Triumph par Leyland Motors en 1961 permet au constructeur de disposer des ressources nécessaires au développement de l’Herald. La nouvelle version de celle-ci lancée en avril 1961, l’Herald 1200, est équipée d'une nouvelle version du Standard SC dont la cylindrée se trouve portée à 1 147 cm3. Pour ce faire, les cylindres sont décalés sur le côté du bloc, ce qui permet d’augmenter l’alésage sans empiéter sur l’espace dévolu aux goujons. Si des doubles carburateurs peuvent être proposés en option, l’équipement habituel est un unique carburateur vertical Solex, qui permet au moteur de la Herald 1200 d’atteindre la puissance de 39 hp (29,1 kW). De 1963 à 1967, le même moteur se retrouve sur une version plus haut de gamme, l’Herald 12/50, dans une version poussée à 51 hp (38 kW).
Le SC 1147 se retrouve également sous le capot des deux premières versions de la Triumph Spitfire. Une légère préparation et une alimentation gérée par deux carburateurs SU permettent d'atteindre une puissance de 63 hp (47 kW) à 5 750 tr/min, et un couple de 90,8 N m à 3 500 tr/min.
Une culasse de course spéciale à 8 lumières en alliage léger, intitulée « 70X », est conçue pour équiper les blocs SC 1147 propulsant les Triumph Spitfire engagées aux 24 Heures du Mans 1964. Les chiffres situés avant le X indiquent la cylindrée des moteurs en pouces cubes ; ainsi, la version de cette culasse développée pour la version suivante du SC, de 1 296 cm3, s'appelle-t-elle « 79X ».

### 1300
En 1965, la cylindrée du bloc Standard SC est portée à 1 296 cm3 par augmentation de l'alésage de 69,3 mm à 73,7 mm, la course restant à 76 mm. La nouvelle version du bloc, âgé de plus de 10 ans, est montée sur les nouvelles berlines Triumph, l’Herald 13/60 et la Triumph 1300. Sous le capot de celle-ci, équipé d'un unique carburateur Zenith Stromberg CD150, il développe une puissance de 61 hp (45,5 kW). En 1967, le même bloc SC se retrouve sous le capot de la Triumph Spitfire Mk3, muni de deux carburateurs SU qui lui confèrent une puissance de 75 hp (55,9 kW) à 6 000 tr/min, et un couple de 101,7 N m à 4 000 tr/min.
En 1970, le bloc SC 1300 installé sur la Spitfire MkIV affiche une puissance de 63 ch, son taux de compression de 9:1 et ses deux carburateurs SU HS2 restant les mêmes que sur la version précédente : il s’agit d’une modification liée à l'adoption du mode de calcul allemand DIN, la puissance réelle restant identique.
La première version de la Spitfire MkIV destinée au marché nord-américain, moins puissante, n’utilise également qu'un seul carburateur Zenith Stromberg, avec un taux de compression de 8,5:1 et une cylindrée identique.

### 1500
La dernière modification apportée au bloc-cylindres Standard SC survient en 1970, avec une augmentation de cylindrée à 1 493 cm3. Comme l’alésage a été porté à la valeur maximale permise par l’écartement des cylindres lors de la précédente augmentation de cylindrée, celle-ci est obtenue en augmentant la course, qui passe de 76 à 87,5 mm. Cette ultime version du bloc SC est inaugurée par la Triumph 1500 à traction avant, alimentée par un unique carburateur SU lui offrant une puissance de 61 ch. Ce bloc équipera ensuite la Triumph Spitfire, où il gagnera la réputation d'être plus brutal et sujet aux pannes que les versions précédentes, mais aussi d'offrir beaucoup plus de couple.
Les Spitfire 1500 destinées au marché américain présentent un taux de compression réduit à 8,0:1, puis à 7,5:1 avec un unique carburateur Zenith-Stromberg, réglé pour permettre l'usage de carburant sans plomb à indice d'octane inférieur. L’ajout d'un convertisseur catalytique et d'un système de recirculation des gaz d’échappement font que cette version du SC 1500 ne développe plus que 53 ch (39 kW). La seule exception sera l’année-modèle 1976, qui verra le taux de compression augmenter à 9:1, avant qu’il ne redescende à 7,5:1 les années suivantes.
Les versions européennes de la Spitfire 1500 recevront quant à elles la version la plus puissante qui soit du Standard SC. L’absence d'équipements anti-pollution, un taux de compression de 9:1 et deux carburateurs SU HS4 lui permettent de développer 71 ch (52,2 kW) 5 500 tr/min et 111,2 N m à 3 500 tr/min.
Ce moteur se retrouvera également de 1974 à 1980 sous le capot de la MG Midget 1500.

## Conception
La conception du moteur est dirigée par David Eley, ingénieur employé de longue date par Standard. Il se constitue d’un bloc-cylindres et d’une culasse en fonte, avec un carter humide en acier embouti. Les bougies et l’arbre à cames sont placés sur le côté gauche, les collecteurs d’admission et d'échappement à droite. L’arbre à cames, entraîné par une chaîne de distribution située au bout du vilebrequin, entraîne à son tour l’allumeur et la pompe à huile via un engrenage. Le vilebrequin à trois paliers est réalisé en acier, tout comme les bielles, tandis que les pistons sont en alliage léger. Les accessoires sont placés à gauche du moteur, tandis que la pompe à eau et le calorstat prennent place dans un carter moulé séparé, fixé à l'avant du moteur.
| Véhicule                            | Puissance annoncée             | Couple annoncé           | Cylindrée | Carburateur(s)         | Année |
| ----------------------------------- | ------------------------------ | ------------------------ | --------- | ---------------------- | ----- |
| Standard Eight                      | 26 hp (19,4 kW) à 4 500 tr/min |                          | 803 cm3   |                        | 1953  |
| Standard Ten                        |                                |                          | 948 cm3   |                        | 1954  |
| Standard Eight                      | 30 hp (22,4 kW) à 5 000 tr/min |                          | 803 cm3   |                        | 1957  |
| Standard Pennant                    | 37 hp (27,6 kW)                |                          | 948 cm3   |                        | 1957  |
| Triumph Herald                      | 34,5 hp (25,7 kW)              |                          | 948 cm3   |                        | 1959  |
| Triumph Herald S                    | 34,5 hp (25,7 kW)              |                          | 948 cm3   |                        | 1961  |
| Triumph Herald 1200                 | 39 hp (29,1 kW)                |                          | 1 147 cm3 | 1 × Solex B30          | 1961  |
| Amphicar model 770                  | 39 hp (29,1 kW)                |                          | 1 147 cm3 | 1 × Solex B30          | 1961  |
| Triumph Spitfire4                   | 63 hp (47 kW) à 5 750 tr/min   | 90,8 N m à 3 500 tr/min  | 1 147 cm3 | 2 × SU HS2             | 1962  |
| Triumph Herald 12/50                | 51 hp (38 kW)                  |                          | 1 147 cm3 |                        | 1963  |
| Bond Equipe GT                      | 63 hp (47 kW)                  |                          | 1 147 cm3 |                        | 1963  |
| Bond Equipe GT4S                    | 67 hp (50 kW)                  |                          | 1 147 cm3 |                        | 1964  |
| Triumph 1300                        | 61 hp (45,5 kW)                |                          | 1 296 cm3 | 1 × Stromberg CD150    | 1965  |
| Triumph Spitfire4 Mk.2              | 67 hp (50 kW) à 6 000 tr/min   |                          | 1 147 cm3 |                        | 1965  |
| Triumph Herald 13/60                | 61 hp (45,5 kW)                |                          | 1 296 cm3 | 1 × Stromberg CD150    | 1967  |
| Bond Equipe GT4S 1300               | 75 hp (55,9 kW)                |                          | 1 296 cm3 |                        | 1967  |
| Triumph Spitfire Mk.3               | 75 hp (55,9 kW) à 5 750 tr/min | 101,7 N m à 4 000 tr/min | 1 296 cm3 | 2 × SU HS2             | 1967  |
| Triumph 1300TC                      | 75 hp (55,9 kW)                |                          | 1 296 cm3 | 2 × SU HS2             | 1968  |
| Triumph 1500                        | 61 hp (45,5 kW)                |                          | 1 493 cm3 |                        | 1970  |
| Triumph Toledo                      | 58 hp (43,3 kW)                |                          | 1 296 cm3 |                        | 1970  |
| Triumph Spitfire Mk.IV (Europe)     | 63 ch (46,3 kW)                |                          | 1 296 cm3 | 2 × SU HS2             | 1970  |
| Triumph Spitfire Mark IV (Amérique) |                                |                          | 1 296 cm3 | 1 × Stromberg CD150    | 1970  |
| Triumph Toledo special export       | 61 hp (45,5 kW)                |                          | 1 493 cm3 |                        | 1971  |
| Triumph Toledo special export TC    | 64 hp (47,7 kW)                |                          | 1 493 cm3 |                        | 1971  |
| Triumph 1500TC                      |                                |                          | 1 493 cm3 | 2 × SU                 | 1973  |
| Triumph Spitfire 1500 (Europe)      | 71 ch (52,2 kW)                |                          | 1 493 cm3 | 2 × SU HS4             | 1974  |
| Triumph Spitfire 1500 (Amérique)    | 53 hp (39,5 kW)                |                          | 1 493 cm3 | 1 × Stromberg CD150    | 1974  |
| MG Midget 1500 (Europe)             | 64 hp (47,7 kW)                |                          | 1 493 cm3 |                        | 1974  |
| MG Midget 1500 (Amérique)           | 50 hp (37,3 kW) à 5 000 tr/min | 90,8 N m à 2 500 tr/min  | 1 493 cm3 | 1 × Stromberg 150 CD4T | 1974  |
| Triumph Dolomite 1300               |                                |                          | 1 296 cm3 |                        | 1976  |
| Triumph Dolomite 1500               |                                |                          | 1 493 cm3 | 2 × SU                 | 1976  |
| Triumph Dolomite 1500HL             |                                |                          | 1 493 cm3 | 2 × SU                 | 1976  |

## Six cylindres
Le Standard SC sert de base au développement du six cylindres en ligne Standard-Triumph, qui apparaît en 1960 sous le capot de la Standard Vanguard Six dans une version en 1 998 cm3 de cylindrée, avec un alésage de 74,6 mm et une course de 76 mm.
Il se retrouve ensuite installé en 1962 dans la Triumph Vitesse, une berline sportive basée sur l’Herald. La première version de celle-ci en voit la cylindrée réduite à 1 596 cm3 de cylindrée, avec un alésage réduit à 66,75 mm ; qui est remplacée par la version 2 litres en 1966.
La Triumph 2000, qui remplace la Vanguard Six à la suite de l’abandon de la marque Standard par Leyland en 1963, en reprendra le six cylindres 2 litres, tout comme la Triumph GT6, produite de 1966 à 1974.
Ce même moteur sera également choisi en 1967 pour remplacer le quatre cylindres Standard-Triumph dans les nouvelles Triumph TR5 puis TR6, dans une version dont la cylindrée est poussée à 2 498 cm3 par augmentation de la course à 95 mm.
La succession de ce six cylindres en ligne sera assurée par les blocs Leyland PE 146 et PE 166, conçus par Triumph pour la future Rover SD1. Si les premières propositions de ce projet se basaient sur l’installation d’une nouvelle culasse à arbres  à cames en tête sur le bloc du six cylindres Triumph, les limitations de celui-ci entraineront l’abandon de l’idée, de sorte que le nouveau six cylindres ne conservera aucune pièce commune avec l’ancien.

## Remplacement
Le moteur Standard SC ne connaîtra aucun successeur direct sous le capot des Spitfire et Dolomite, qui le conserveront jusqu’à la fin de leur production en 1980, la seconde étant remplacée par la Triumph Acclaim à moteur Honda. Auparavant, les versions haut de gamme de la Dolomite auront quant à elles bénéficié du moteur Triumph slant-four.